# Quốc kỳ Transnistria
Transnistria là một khu vực ở Đông Âu do Cộng hòa Moldova Pridnestrovia tự xưng kiểm soát trên thực tế nhưng được quốc tế công nhận là một đơn vị hành chính của Moldova, Đơn vị Hành chính-Lãnh thổ thuộc Tả ngạn Dnister. Cộng hòa Moldova Pridnestrovia lấy cờ tam tài đỏ-xanh-đỏ làm quốc kỳ trong khi Đơn vị Hành chính-Lãnh thổ thưộc Tả ngạn Dnister sử dụng quốc kỳ của Moldova.

## Cộng hòa Moldova Pridnestrovia
Cộng hòa Moldova Pridnestrovia (tiếng Romania: Steagul Transnistriei, chữ Kirin Moldova: Стягул Транснистрией; tiếng Nga: Флаг Приднестровья; tiếng Ukraina: Прапор Придністров'я), còn được gọi là Transnistria, có hai quốc kỳ chính thức. Lá cờ thứ nhất được tạo bởi ba dải ngang màu đỏ, xanh lục và đỏ, có tỉ lệ chiều rộng lần lượt là 3:2:3, với hình búa liềm vàng có sao đỏ viền vàng bên trên. Lá cờ là biến thể của Quốc kỳ Cộng hòa Xã hội chủ nghĩa Xô viết Moldavia (phiên bản năm 1952), và được Transnistria quy định trong Luật về Biểu tượng quốc gia năm 2000. Quốc kỳ thứ hai bao gồm ba sọc ngang với các màu trắng, xanh và đỏ; đây là quốc kỳ Nga với tỷ lệ 1:2 thay vì 2:3.

### Cờ khác

Cờ hiệu Tổng thống Transnistria

Hiệu kỳ tổng thống là biến thể của cờ dân sự. Cờ có hình vuông, được tua vàng bao quanh với quốc huy được in ở chính giữa. Cờ tổng thống được thông qua ngày 18 tháng 7 năm 2000, thay thế lá cờ năm 1997.
Quân kỳ Transnistria có màu xanh lam, chữ thập đỏ viền vàng. Nó tương tự như của quân đội Moldova, nhưng không bao gồm quốc huy Moldova.
Hải quan Transnistria cũng có một lá cờ riêng. Cờ hải quan có màu xanh lục với hai dải màu đỏ ở dưới cùng. Trung tâm lá cờ vẽ biểu tượng truyền thống Transnistria.

### Quốc kỳ thứ hai
Tháng 5 năm 2009, Hội đồng tối cao Cộng hòa Moldavian Pridnestrovian nhóm họp về đề xuất đổi quốc kỳ (đỏ-xanh-đỏ) thành cờ tam tài của Nga (tỉ lệ 1:2 thay vì 2:3). Theo kế hoạch, quốc huy Transnistria hoặc một biểu tượng đặc biệt khác sẽ được vẽ lên dải ngang màu xanh của quốc kỳ.
Ngày 12 tháng 4 năm 2017, Hội đồng tối cao thông qua luật mới. Luật mới yêu cầu sử dụng quốc kỳ Transnistria song song với quốc kỳ Nga, hai lá cờ cần phải được trưng cùng nhau.

## Đơn vị Hành chính-Lãnh thổ thuộc Tả ngạn Dnister
Luật thành lập Đơn vị Hành chính-Lãnh thổ thuộc Tả ngạn Dnister cho phép khu vực sử dụng các dấu hiệu riêng. Hiện tại, khu vực này vẫn chưa có cờ riêng. Thay vào đó quốc kỳ Moldova được sử dụng cho các mục đích chính thức. Lá cờ gồm ba dải dọc màu xanh lam, vàng và đỏ, chính giữa được gắn quốc huy Moldova.

Quốc kỳ Moldova